# Universo matemático
Universo matemático es una colección de diez documentales de 24 minutos de duración cada uno de índole matemática, producida en el año 2000 por el programa La aventura del saber, de La 2 de Televisión Española. El autor, guionista y presentador es el matemático Antonio Pérez Sanz, y la realizadora Ana Martínez. La serie documental fue galardonada con el Premio a la divulgación científica en el Festival Internacional Científico de Pekín.

## Episodios
1. Pitágoras: mucho más que un teorema: Episodio centrado en la figura de Pitágoras y los pitagóricos, quienes pusieron las primeras piedras científicas de la geometría, la aritmética, la astronomía y la música. Trata también las aportaciones matemáticas de los babilonios y antiguos egipcios en los campos de los sistemas de numeración, astronomía y geometría.
2. Historias de {\displaystyle \pi }: El  número {\displaystyle \pi \,} no sólo aparece en matemáticas cuando se habla de círculos o esferas, su presencia en relaciones numéricas, en el cálculo de probabilidades y hasta en estudios estadísticos la confieren una omnipresencia casi mágica. Se repasa la historia de {\displaystyle \pi \,} desde el que es considerado el padre, Arquímedes, hasta Ramanujan, un joven indio sin formación universitaria quien descubrió nuevas series infinitas para obtener valores aproximados de {\displaystyle \pi \,}, todavía utilizadas por las supercomputadoras para obtener millones de cifras de este familiar y extraño número.
3. Números y cifras, un viaje en el tiempo: Con la llegada del euro volverán los céntimos y unos viejos conocidos van a adquirir un protagonismo social que no tenían desde hace mucho tiempo: los números decimales. Unos números que, a pesar de la creencia popular de que existen desde los comienzos de las matemáticas, sólo llevan entre nosotros cuatro siglos. Y es que la historia de los números es más compleja de lo que sospechamos. A lo largo del programa haremos una excursión por el tiempo para descubrir la historia de las cifras. Descubriremos las cifras y la forma de utilizarlas de babilonios, egipcios, griegos y romanos hasta llegar hasta nuestras populares 10 cifras: 1, 2, 3, 4, 5… Pero incluso estas cifras heredadas de los árabes no siempre han sido la herramienta habitual para calcular. Conoceremos las aventuras de estos símbolos desde su nacimiento hasta nuestros días, en que sin duda son los símbolos más universalmente utilizados.
4. Fermat: el margen más famoso de la historia: Dedicado a la figura de Pierre de Fermat y a su famoso teorema. A principios de siglo XVII lanzó una serie de retos, basados en los números más simples, los enteros, a toda la comunidad matemática. La inspiración para estos retos la encontró en un antiguo libro de matemáticas escrito en el siglo III, la Aritmética de Diofanto. En uno de sus márgenes Fermat escribió su teorema, del que nunca dio la demostración, y que no sería resuelta hasta 1994 por Andrew Wiles
5. Gauss: el príncipe de los matemáticos: Las increíbles aportaciones de Carl Friedrich Gauss no se limitan al mundo de las matemáticas y de la astronomía. Junto a Wilhelm Eduard Weber puso en marcha el primer telégrafo operativo unos años antes que el de Morse. En el campo del magnetismo elaboró el primer mapa magnético de la Tierra.
6. Euler, el genio más prolífico: A lo largo del siglo XVIII Leonhard Euler ensanchó las fronteras del conocimiento matemático en todos sus campos. Sus obras completas, Opera Omnia, ocupan más de 87 grandes volúmenes. Hoy su nombre está asociado a resultados de casi todas las ramas de las matemáticas: análisis, álgebra, teoría de números, series, geometría, astronomía, etc. Fue galardonado doce veces con el premio de la Academia de Ciencias de Francia.
7. Newton y Leibnitz: sobre hombros de gigantes: Al margen de sus contribuciones a la física, Isaac Newton fue el autor, al mismo tiempo que Gottfried Leibniz, del cálculo infinitesimal. Newton tuvo en vida un prestigio y un reconocimiento social aún mayor que el que pudo tener Albert Einstein en el siglo XX. Como los reyes y muy pocos nobles fue enterrado en la abadía de Westminster.
8. Las Matemáticas en la Revolución Francesa: Durante la época de la Revolución Francesa se pusieron los cimientos del análisis, del cálculo de probabilidades, de la geometría descriptiva y de la astronomía modernas, de la mano de un generación de notables matemáticos: Joseph Louis Lagrange, Gaspard Monge, Pierre Simon Laplace, Adrien Marie Legendre y el marqués de Condorcet.
9. Mujeres matemáticas: Recorrido histórico por las contribuciones al campo de las matemáticas, y por sus dificultades, de las mujeres desde Teano, esposa de Pitágoras, pasando por Hypatia de Alejandría, Madame de Chatelet, María Caetana Agnesi, Sophie Germain y Sofia Kovalévskaya, hasta Marie Curie en el siglo XX.
10. Orden y caos. La búsqueda de un sueño: La historia de la ciencia se reduce a la lucha eterna por descubrir el funcionamiento de la naturaleza, para los cual las matemáticas son una herramienta imprescindible. El determinismo científico, la idea de que la naturaleza tiene sus leyes matemáticas y de que el ser humano puede encontrarlas, se confronta con la teoría del caos, una avanzadilla de las matemáticas en el campo de lo impredecible.